# Гидо Алваренга
Гидо Алваренга (24. август 1970) бивши је парагвајски фудбалер.

## Репрезентација
За репрезентацију Парагваја дебитовао је 1995. године, наступао и на Светском првенству 2002. године. За национални тим одиграо је 24 утакмице и постигао 3 гола.

## Статистика
| Парагвај | Парагвај | Парагвај |
| Год.     | Ута.     | Гол.     |
| -------- | -------- | -------- |
| 1995     | 1        | 0        |
| 1996     | 0        | 0        |
| 1997     | 0        | 0        |
| 1998     | 0        | 0        |
| 1999     | 5        | 0        |
| 2000     | 2        | 0        |
| 2001     | 8        | 2        |
| 2002     | 3        | 0        |
| 2003     | 5        | 1        |
| Укупно   | 24       | 3        |